# 阿爾博恩鎮區 (明尼蘇達州聖路易斯縣)
阿爾博恩鎮區（英語：Alborn Township，/ˈælbərn/ AL-bərn）是位於美國明尼蘇達州聖路易斯縣的一個行政鎮區。

## 地方資料
阿爾博恩鎮區的面積為91.13平方千米，當中陸地面積為89.40平方千米，而水域面積為1.73平方千米。根據2020年美國人口普查的數據，當地共有人口425人，而人口密度為每平方千米4.66人。